# Le Vigean

Le Vigean este o comună în departamentul Cantal, Franța. În 1 ianuarie 2022 avea o populație de 800 de locuitori.